# Gynoplistia poenghana
Gynoplistia poenghana là một loài ruồi trong họ Limoniidae. Chúng phân bố ở miền Australasia.